# Seira
Seira（セイラ、2月20日 - ）は、ヴィジュアル系バンドORSEASのドラマー。
ORSEAS以前はAIOLIN、AURORIZEの元ドラマーであり、数多のインディーズバンドのサポートドラマーとしても活動している。
2025年4月1日より、ORSEAS以外の仕事での名義が麗羅(レイラ)となる。

## 経歴
宮城県仙台市にて誕生。中学時代に家族で仙台から東京へ引っ越す。
都会の環境になかなか馴染めなかった頃、友人からJanne Da Arcやthe GazettE等の音楽を勧められ、ヴィジュアル系の世界に興味を持ちはじめる。
高校時代にドラマーの父親からドラムを習い始める。軽音楽部が無かったため吹奏楽部にも入部、楽譜の読み方や基本的なリズムの取り方などをマスターする。
大学時代、後のAIOLINのメンバーとなるヒカリト(現・弓代星空)、悠(現・Leon)、レイス(現・SURUGA)と出会う。Leonは大学の軽音楽部での先輩。
CRYSTAL LAKEのドラマーである田浦楽からドラムの指導を受け、自身が所属していたAIOLIN、AURORIZEのドラマーとして2023年までバンド活動をしていた。
AURORIZE脱退後はフリーのドラマーとして、翠(David)、breakin' holiday、GrimAqua、神様のアリバイ等の多種多様なバンドのライブサポートやモデルとして活動。MINATOMIRAI COLLECTION 2023に、モデルの一人として出演。
2024年11月、ORSEASの正式なメンバーとなる。

## 人物
- さいたまスーパーアリーナでのライヴが夢[9]。
- 影響を受けたアーティストは、SiM、Crossfaith、リンプ・ビズキット、リンキン・パーク、Janne Da Arc、Acid Black Cherry、ナイトメア、the GazettE等。自身のYouTubeチャンネルにて、ヴィジュアル系バンド等の楽曲のドラムカヴァー動画を定期的にアップロードしている。
- AIOLINでの活動初期は一般的なヴィジュアル系の男性メンバーのファッションで音楽活動をしていたが、後に女形メンバーとして女装で活動を始める。その女装のあまりの完成度の高さに、新規のAIOLINファンからは本物の女性だと勘違いされることもあった。ちなみに声は声優の速水奨に似ている。
- AIOLIN時代は芸名をSeiya(セイヤ)としていたが、AURORIZE時代からは芸名を今のSeiraと改名。麗羅(レイラ)名義でサポートドラマーの仕事をする時もある。
- AIOLIN時代にソロ同人写真集「Beautiful Faith」を発表。
- ジェンダーレスファッション愛好家として、主に女装で芸能活動をしている。
  - ヒューマンバグ大学 闇の漫画の香月紫苑のコスプレが、ファンから絶賛された。
  - 灰音アサナによる少女漫画「少年ヴィジュアルロック」の登場人物の一人、椿大和にルックスと経歴(元吹奏楽部の女形のヴィジュアル系ドラマー)が非常に酷似している。
- 好きなものは、うさぎと車と自然。車はMT車(総走行距離10万km超)を運転。
- GACKTの著書や頭文字Dを愛読。

## 使用機材
- カノウプス: 刃II (YAIBA II) Groove Kit 4pcs set -Rose sparkle-